# Врангель, Карл Генрих
Карл Генрих Врангель (швед. Carl Henrik Wrangel) (28 января 1681 — 23 марта 1755) — офицер шведской армии, участник Полтавского сражения и Русско-шведской войны 1741—1743 года, фельдмаршал Швеции.

## Биография
Родился в Хаапсалу, в шведской Эстонии, в семье Рейнгольда Врангеля.
В поступил возрасте 15 лет на военную службу и участвовал в нескольких кампаниях Карла XII во время Великой Северной войны, в ходе которой он был произведён в капитаны лейб-гвардии Свейского полка и подполковники Сконского драгунского полка (Skånska ståndsdragoner). Попал в плен в 1709 году после Полтавской битвы. После возвращения из плена в 1722 году был произведён в полковники Ниландского кавалерийского полка, а в 1727 году был произведён в полковники Тавастехусского полка, в 1729 году в Фер-Ниландского драгунского полка, в 1732 году в полковники Тавастехусского полка. Генерал-майор и в 1739 году полковник Скарабейского полка. В том же году ему предложили должность в риксроде, но он отказался и остался в армии.
В начале Русско-шведской войны в 1741 году он возглавил один из двух корпусов шведской армии в Финляндии численностью 4000 человек. В 1741 году в сражении при Вильманстранде Генрих Магнус фон Буденброк приказал ему вступить в бой с превосходящими силами генерала Петра Ласси. Численно превосходящие русские выиграли сражение и заняли Вильмарстранд. Врангель, потерявший в бою правую руку, попал в плен.
По возвращении из плена в 1742 году он получил подарки от короля и стокгольмских бюргеров, а в 1743 году был произведён в генерал-лейтенанты и полковники полка нерке-Вермланд. В 1754 году он был произведён в фельдмаршалы. Во время Далекарлийского восстания в 1743 году ему была поставлена задача разубедить или отвлечь даларнцев от марша на Стокгольм, но несмотря на свою популярность, он не добился ни того, ни другого.
В 1748 году он купил поместье Сперлингсхольм близ Хальмстада, где и умер в 1755 году.